# Witt (Illinois)
Witt é uma cidade localizada no Estado americano de Illinois, no Condado de Montgomery.

## Demografia
Segundo o censo americano de 2000, a sua população era de 991 habitantes.
Em 2006, foi estimada uma população de 983, um decréscimo de 8 (-0.8%).

## Geografia
De acordo com o United States Census Bureau tem uma área de
3,6 km², dos quais 3,6 km² cobertos por terra e 0,0 km² cobertos por água.

## Localidades na vizinhança
O diagrama seguinte representa as localidades num raio de 16 km ao redor de Witt.